# Kenny Fields
Kenneth Henry "Kenny" Fields (Iowa City, Iowa, 12 de marzo de 1962) es un exjugador de baloncesto estadounidense que disputó 4 temporadas en la NBA y una más en la USBL. Con 2,00 metros de estatura, jugaba en la posición de escolta.

## Trayectoria deportiva

### Universidad
Tras participar en su época de high school el prestigioso McDonald's All American, jugó durante tres temporadas con los Bruins de la Universidad de California en Los Ángeles (UCLA), en las que promedió 15,0 puntos y 6,1 rebotes por partido. En 1983 fue incluido en el tercer equipo del All-American.

### Profesional
Fue elegido en la vigésimo primera posición del Draft de la NBA de 1984 por Milwaukee Bucks, donde jugó dos temporadas y media saliendo siempre desde el banquillo, hasta que fue cortado al poco de iniciarse la temporada 1986-87. Firmó entonces como agente libre por Los Angeles Clippers, donde jugó sus mejores partidos como profesional, acabando el año promediando 8,7 puntos y 3,3 rebotes por partido.
Tras finalizar contrato, comenzó jugando la temporada siguiente en los Jersey Shore Bucs de la USBL, hasta que fue llamado de nuevo por los Clippers, quienes le firmaron dos contratos consecutivos de 10 días, en los que jugó sus últimos 7 partidos como profesional. En el total de su carrera promedió 6,2 puntos y 2,5 rebotes por partido.

## Estadísticas de su carrera en la NBA

### Temporada regular
| Año     | Equipo      | PJ  | PT | MPP  | %TC  | %3P  | %TL  | RPP | APP | ROB | TPP | PPP |
| ------- | ----------- | --- | -- | ---- | ---- | ---- | ---- | --- | --- | --- | --- | --- |
| 1984–85 | Milwaukee   | 51  | 1  | 10.5 | .440 | .000 | .750 | 1.6 | 0.7 | 0.2 | 0.2 | 3.8 |
| 1985–86 | Milwaukee   | 78  | 3  | 14.4 | .513 | .000 | .689 | 2.6 | 1.0 | 0.7 | 0.2 | 6.4 |
| 1986–87 | Milwaukee   | 4   | 0  | 5.5  | .750 | .000 | .200 | 0.5 | 0.3 | 0.3 | 0.0 | 3.3 |
| 1986–87 | Los Angeles | 44  | 17 | 19.6 | .445 | .250 | .809 | 3.3 | 1.4 | 0.7 | 0.3 | 8.7 |
| 1987–88 | Los Angeles | 7   | 0  | 22.0 | .444 | .000 | .769 | 4.1 | 1.4 | 0.7 | 0.3 | 7.4 |
| Total   | Total       | 184 | 21 | 14.6 | .474 | .188 | .733 | 2.5 | 1.0 | 0.5 | 0.2 | 6.2 |

### Playoffs
| Año     | Equipo    | PJ | PT | MPP  | %TC  | %3P  | %TL  | RPP | APP | ROB | TPP | PPP |
| ------- | --------- | -- | -- | ---- | ---- | ---- | ---- | --- | --- | --- | --- | --- |
| 1985–86 | Milwaukee | 12 | 4  | 13.2 | .551 | .333 | .522 | 2.3 | 0.8 | 0.7 | 0.0 | 7.4 |
| Total   | Total     | 12 | 4  | 13.2 | .551 | .333 | .522 | 2.3 | 0.8 | 0.7 | 0.0 | 7.4 |